# Elbasan Arena
De Elbasan Arena (voorheen Ruzhdi Bizhuta geheten) is een multifunctioneel stadion in de Albanese stad Elbasan. Het wordt vooral gebruikt voor voetbalwedstrijden en is de thuisbasis van AF Elbasani. Het Albanees voetbalelftal speelde ook enkele interlands in het stadion. Het stadion, dat werd geopend in 1967 en grondig gerenoveerd in 2014, biedt plaats aan 12.800 toeschouwers. Sinds 2023 speelt FC Dinamo City er ook zijn thuiswedstrijden.

## Geschiedenis
Het stadion werd geopend in 1967 onder de naam Ruzhdi Bizhutastadion, vernoemd naar een oud-speler van KS Elbasani, en werd jarenlang alleen bespeeld door die club. Het nationale stadion in hoofdstad Tirana, het Qemal Stafastadion, verkeerde anno 2014 in een verouderde staat en er waren plannen voor afbraak van het stadion en nieuwbouw van een modern nationaal stadion op dezelfde plek. Dit zorgde ervoor dat het nationaal team een tijd buiten Tirana zou moeten spelen. De Elbasan Arena werd hiervoor gekozen, maar moest wel een renovatie ondergaan om aan de UEFA-standaarden te voldoen. Er werd in de periode tussen februari en oktober 2014 aan het stadion gewerkt. Zo werden er nieuwe stadionlampen, kuipstoelen en vip-boxen, kleedkamers, scoreboards en een nieuw grasveld in het stadion aangebracht. Het stadion heropende met een interland tussen het Albanees elftal en Denemarken (1–1). Het stadion telde nu 12.800 zitplekken en de renovatie kostte €5.5 miljoen.

## Interlands
| 1  | 11 oktober 2014   | Albanië – Denemarken      | 1 – 1 | EK 2016 kwalificatie | 11.330 |
| 2  | 29 maart 2015     | Albanië – Armenië         | 2 – 1 | EK 2016 kwalificatie | 12.300 |
| 3  | 13 juni 2015      | Albanië – Frankrijk       | 1 – 0 | Vriendschappelijk    | 12.000 |
| 4  | 7 september 2015  | Albanië – Portugal        | 0 – 1 | EK 2016 kwalificatie | 12.121 |
| 5  | 8 oktober 2015    | Albanië – Servië          | 0 – 2 | EK 2016 kwalificatie | 12.330 |
| 6  | 12 november 2016  | Albanië – Israël          | 0 – 3 | WK 2018 kwalificatie | 7.600  |
| 7  | 28 maart 2017     | Albanië – Bosnië en Herz. | 1 – 2 | Vriendschappelijk    | 4.550  |
| 8  | 2 september 2017  | Albanië – Liechtenstein   | 2 – 0 | WK 2018 kwalificatie | 5.500  |
| 9  | 26 maart 2018     | Albanië – Noorwegen       | 0 – 1 | Vriendschappelijk    | 5.000  |
| 10 | 7 september 2018  | Albanië – Israël          | 1 – 0 | UEFA Nations League  | 4.126  |
| 11 | 10 oktober 2018   | Albanië – Jordanië        | 0 – 0 | Vriendschappelijk    | 3.000  |
| 12 | 20 november 2018  | Albanië – Wales           | 1 – 0 | Vriendschappelijk    | 3.000  |
| 13 | 11 juni 2019      | Albanië – Moldavië        | 2 – 0 | EK 2020 kwalificatie | 5.004  |
| 14 | 10 september 2019 | Albanië – IJsland         | 4 – 2 | EK 2020 kwalificatie | 8.652  |
| 15 | 14 november 2019  | Albanië – Andorra         | 2 – 2 | EK 2020 kwalificatie | 4.260  |
| 16 | 13 oktober 2020   | Azerbeidzjan – Cyprus     | 0 – 0 | UEFA Nations League  | 0      |
| 17 | 11 november 2020  | Albanië – Kosovo          | 2 – 1 | Vriendschappelijk    | 0      |
| 18 | 5 september 2021  | Albanië – Hongarije       | 1 – 0 | WK 2022 kwalificatie | 4.135  |
| 19 | 8 september 2021  | Albanië – San Marino      | 5 – 0 | WK 2022 kwalificatie | 3.850  |

## Afbeeldingen

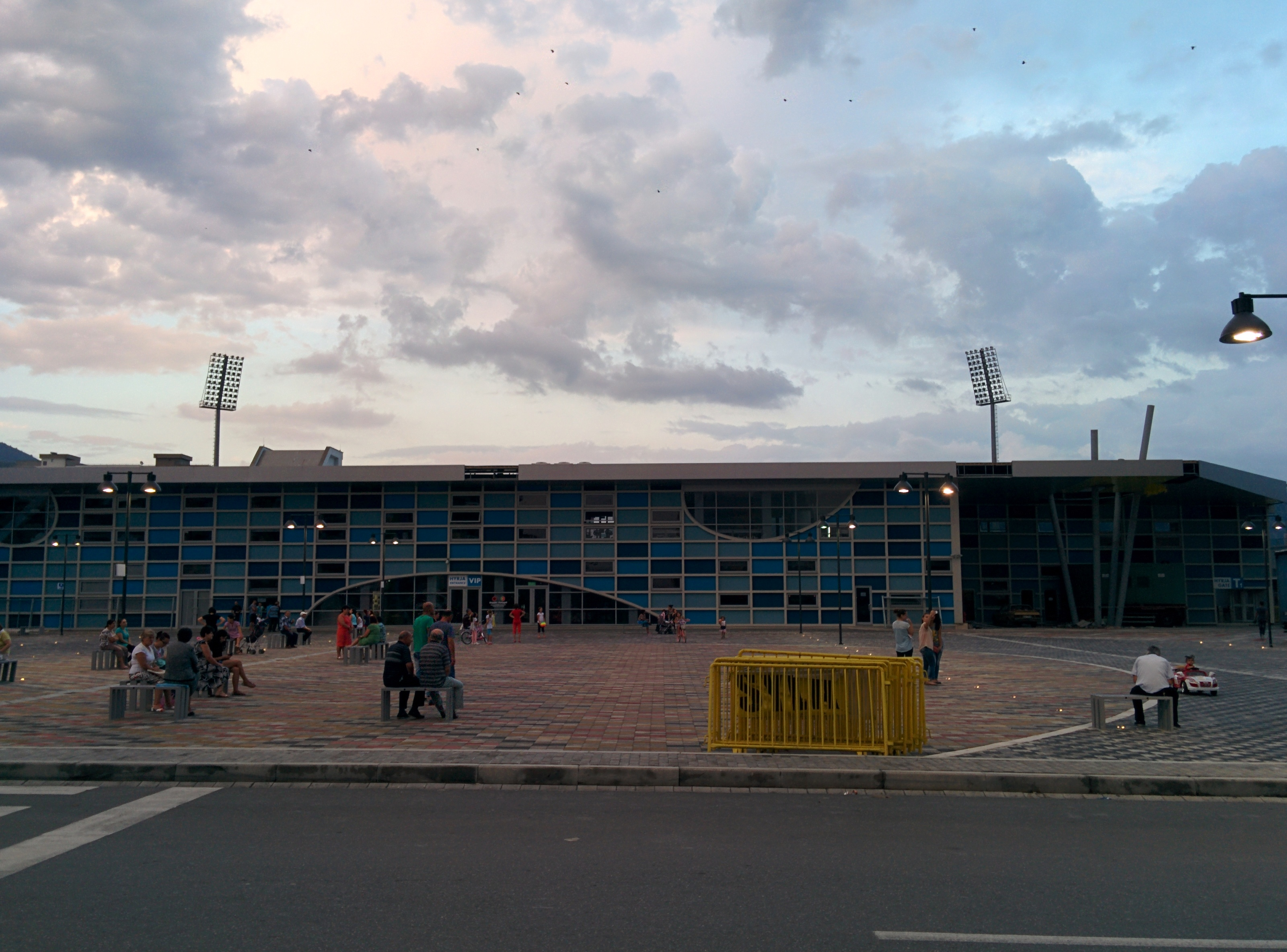
Hoofdingang van het stadion
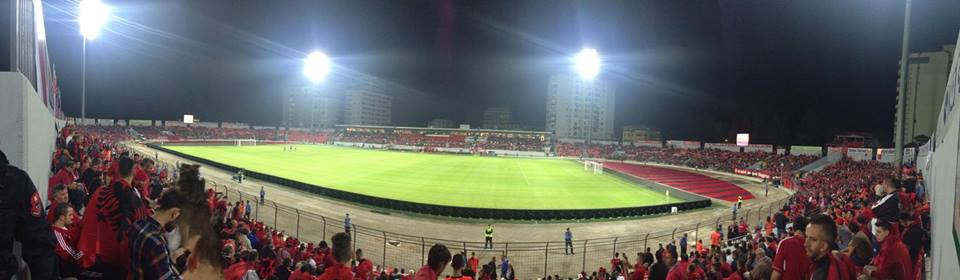
Panorama